# 明天出發
明天出發是由香港著名作曲人金培達先生作曲。由2009年起,每年香港跨年倒數的除夕倒數詠香江均會播放此曲作為香港除夕煙火匯演的背景音樂。由何韻詩及劉浩龍帶領其他歌手主唱此曲來迎接2009年到來。
2010及2011年的跨年倒數以音樂共新歲。